# Euthalia goodrichi
Euthalia goodrichi är en fjärilsart som beskrevs av William Lucas Distant 1886. Euthalia goodrichi ingår i släktet Euthalia och familjen praktfjärilar. Inga underarter finns listade i Catalogue of Life.